# Daniel Faraday (Lost)

Daniel Faraday

Dr. Daniel Faraday este un personaj de ficțiune din serialul american de televiziune Lost. El este interpretat de actorul Jeremy Davies. Faraday a apărut pentru prima dată în serial în debutul Sezonului 4, făcând parte din echipajul navei "Kahana". Înainte de venirea pe insulă, Daniel Faraday a fost profesor de fizică la Universitatea Oxford și a făcut o serie de experimente privind călătoriile în timp.